# Facu Regalia
Facundo Regalia, detto Facu (Buenos Aires, 23 novembre 1991), è un pilota automobilistico argentino.

## Carriera

### Kart
Regalia iniziò con i kart nel 2006, correndo prevalentemente in Spagna.

### Formula BMW
Regalia passò alle monoposto nel 2008 nella nuova Formula BMW europea, con il team EuroInternational. Concluse 16º assoluto in campionato, con nove arrivi in zona punti e 60 punti.
Regalia rimase nella serie per la stagione successiva, il 2009, ma passò al team Josef Kaufmann Racing. Salì all'8º posto in classifica, arrivando tredici volte a punti su sedici gare. Nel 2010 corse ancora nella categoria, trasferendosi all'Eifelland Racing. Chiuse 8º in campionato per la seconda volta consecutiva, ottenendo il suo primo podio a Zandvoort.

### Formula 3
Il 2011 lo vide spostarsi nella Formula 3 italiana, alla guida di una vettura dell'Arco Motorsport. Concluse 10º in campionato con due podi a Imola e Vallelunga
Nel 2012 Regalia si spostò nell'Open di Formula 3 europea, con il team Campos Racing.

### Auto GP
Nonostante i suoi impegni negli Open di Formula 3 europea, Regalia partecipò anche all'Auto GP nel 2012 con Campos Racing, classificandosi settimo nel campionato piloti.

### GP3 Series
Regalia debuttò in GP3 Series nel quarto round della stagione 2012 a Silverstone. Rimpiazzò Jakub Klášterka alla Jenzer Motorsport. Nel 2013, Regalia corse con l'ART Grand Prix, vincendo a Hockenheim, ottenendo altri cinque piazzamenti sul podio e concludendo 2º con 138 punti alle spalle di Daniil Kvyat.

### GP2 Series
Nel 2014, Regalia passò alla GP2 Series, con il team Hilmer Motorsport, con risultati non positivi nelle prime sei gare. Il 30 giugno 2014, alla vigilia del GP2 di Silverstone, Regalia è stato cacciato dalla scuderia, sia per i deludenti risultati ottenuti, sia per alcune dichiarazioni di Regalia che imputavano alla Hilmer Motosport la colpa di tutti i suoi ritiri. Dal canto suo Regalia ha invece affermato, mentendo, di essere uscito volontariamente dalla Hilmer Motosport per non compromettere i rapporti con la scuderia Force India di F1, perché la Hilmer Motosport è scuderia satellite nella GP2.

### Top Series V6
Nel 2016 e dopo diversi anni di gare all'estero, Facundo Regalia decide di concludere la sua carriera in Europa e annuncia il suo ritorno in Argentina per gareggiare nel suo paese natale. All'arrivo, avrebbe trovato rapidamente una risposta alla sua richiesta venendo convocato dal team 3M Racing, che lo ha ingaggiato per debuttare e gareggiare nella stagione 2017 Top Race V6. Questa scuderia ha presentato ufficialmente Regalia come suo primo pilota, gareggiando al comando di una Mercedes-Benz C-204 con il numero 23.

### Campionato Europeo di Formula Regional
Dopo tre anni di assenza dalle piste, nel 2020 Facu è stato confermato come pilota della Van Amersfoort Racing per disputare la stagione 2020 del Campionato Europeo di Formula Regional. Ha concluso rispettivamente settimo e ottavo nelle tre gare di Le Castellet, senza però ottenere punti, essendo un pilota ospite.

## Risultati

### Sommario
| Anno   | Serie                      | Team                  | Gare | Vittorie | Pole | Gpv | Podi | Punti | Pos.  |
| ------ | -------------------------- | --------------------- | ---- | -------- | ---- | --- | ---- | ----- | ----- |
| 2008   | Formula BMW Europe         | EuroInternational     | 15   | 0        | 0    | 0   | 0    | 60    | 16º   |
| 2008   | Formula BMW World Final    | Josef Kaufmann Racing | 1    | 0        | 0    | 0   | 0    | N/A   | 10º   |
| 2009   | Formula BMW Europe         | Josef Kaufmann Racing | 16   | 0        | 0    | 0   | 0    | 148   | 8º    |
| 2009   | Formula BMW Pacific        | EuroInternational     | 3    | 2        | 2    | 2   | 2    | N/A   | N.C.† |
| 2010   | Formula BMW Europe         | Eifelland Racing      | 16   | 0        | 0    | 0   | 1    | 148   | 8º    |
| 2011   | Formula 3 italiana         | Arco Motorsport       | 14   | 0        | 1    | 2   | 2    | 55    | 10º   |
| 2011   | Formula 3 Euro Series      | Mücke Motorsport      | 3    | 0        | 0    | 0   | 0    | N/A   | N.C.† |
| 2012   | Auto GP World Series       | Campos Racing         | 10   | 0        | 0    | 0   | 2    | 68    | 7º    |
| 2012   | Open di Formula 3 europea  | Campos Racing         | 16   | 3        | 3    | 2   | 6    | 186   | 4º    |
| 2012   | GP3 Series                 | Jenzer Motorsport     | 4    | 0        | 0    | 0   | 0    | 0     | 25º   |
| 2013   | GP3 Series                 | ART Grand Prix        | 16   | 1        | 1    | 2   | 6    | 138   | 2º    |
| 2014   | GP2 Series                 | Hilmer Motorsport     | 6    | 0        | 0    | 0   | 0    | 0*    | 28º*  |
| 2015   | Auto GP World Series       | FMS Racing            | 4    | 1        | 1    | 2   | 3    | 68    | 2.º‡  |
| 2015   | 24H Series                 | MSG Motorsport        | 1    | 0        | 0    | 1   | 0    | 4     | 31.º  |
| 2015   | Formula Renault 3.5 Series | Zeta Corse            | 0    | 0        | 0    | 0   | 0    | 0     | NC    |
| 2015   | Formula 3                  | EuroInternational     | 0    | 0        | 0    | 0   | 0    | 0     | NC    |
| 2016   | Top Race V6                | 3M Racing             | 8    | 0        | 0    | 0   | 0    | 7     | 24.º  |
| 2016   | 24H Series                 | MSG Motorsport        | 1    | 0        | 0    | 0   | 0    | 0     | NC    |
| 2020   | Formula Regional           | Van Amersfoort Racing | 3    | 0        | 0    | 0   | 0    | 0     | NC†   |
| Fonte: |                            |                       |      |          |      |     |      |       |       |

* – Stagione in corso.
† – Poiché Regalia era un pilota ospite, non poté prendere punti.

### Risultati in Formula 3 europea
(legenda) (Le gare in grassetto indicano la pole position) (Gare in corsivo indicano Gpv)
| Anno | Team             | Telaio           | Motore   | 1     | 2     | 3     | 4      | 5      | 6      | 7     | 8     | 9     | 10    | 11    | 12    | 13    | 14    | 15    | 16    | 17    | 18    | 19    | 20    | 21    | 22    | 23    | 24    | 25        | 26        | 27         | Pos.  | Punti |
| ---- | ---------------- | ---------------- | -------- | ----- | ----- | ----- | ------ | ------ | ------ | ----- | ----- | ----- | ----- | ----- | ----- | ----- | ----- | ----- | ----- | ----- | ----- | ----- | ----- | ----- | ----- | ----- | ----- | --------- | --------- | ---------- | ----- | ----- |
| 2011 | Mücke Motorsport | Dallara F308/050 | Mercedes | LEC 1 | LEC 2 | LEC 3 | HOC1 1 | HOC1 2 | HOC1 3 | ZAN 1 | ZAN 2 | ZAN 3 | RBR 1 | RBR 2 | RBR 3 | NOR 1 | NOR 2 | NOR 3 | NÜR 1 | NÜR 2 | NÜR 3 | SIL 1 | SIL 2 | SIL 3 | VAL 1 | VAL 2 | VAL 3 | HOC2 1 10 | HOC2 2 10 | HOC2 3 Rit | N.C.† | 0     |

† – Poiché Regalia era un piota ospite, non poté prendere punti.

### Risultati in Auto GP
(legenda) (Le gare in grassetto indicano la pole position) (Gare in corsivo indicano Gpv)
| Anno | Team          | 1       | 2       | 3       | 4     | 5         | 6        | 7       | 8        | 9       | 10      | 11    | 12    | 13    | 14    | Pos. | Punti |
| ---- | ------------- | ------- | ------- | ------- | ----- | --------- | -------- | ------- | -------- | ------- | ------- | ----- | ----- | ----- | ----- | ---- | ----- |
| 2012 | Campos Racing | MNZ 1 4 | MNZ 2 9 | VAL 1 7 | VAL 2 | MAR 1 Rit | MAR 2 10 | HUN 1 3 | HUN 2 10 | ALG 1 6 | ALG 2 5 | CUR 1 | CUR 2 | SON 1 | SON 2 | 7º   | 68    |

### Risultati in GP3 Series
(legenda) (Le gare in grassetto indicano la pole position) (Gare in corsivo indicano Gpv)
| Anno | Team                 | 1           | 2          | 3         | 4         | 5         | 6         | 7          | 8           | 9         | 10        | 11         | 12         | 13        | 14        | 15         | 16         | Pos. | Punti |
| ---- | -------------------- | ----------- | ---------- | --------- | --------- | --------- | --------- | ---------- | ----------- | --------- | --------- | ---------- | ---------- | --------- | --------- | ---------- | ---------- | ---- | ----- |
| 2012 | Jenzer Motorsport    | ESP FEA     | ESP SPR    | MON FEA   | MON SPR   | VAL FEA   | VAL SPR   | GBR FEA 14 | GBR SPR 12  | GER FEA   | GER SPR   |            |            |           |           |            |            | 27º  | 0     |
| 2012 | Atech CRS Grand Prix |             |            |           |           |           |           |            |             |           |           | HUN FEA 18 | HUN SPR 18 | BEL FEA   | BEL SPR   | ITA FEA    | ITA SPR    | 27º  | 0     |
| 2013 | ART Grand Prix       | ESP FEA 24† | ESP SPR 14 | VAL FEA 2 | VAL SPR 7 | GBR FEA 3 | GBR SPR 5 | GER FEA 1  | GER SPR Rit | HUN FEA 6 | HUN SPR 4 | BEL FEA 3  | BEL SPR 3  | ITA FEA 3 | ITA SPR 4 | ABU FEA 15 | ABU SPR 16 | 2º   | 138   |

### Risultati in GP2 Series
(legenda) (Le gare in grassetto indicano la pole position) (Gare in corsivo indicano Gpv)
| Anno | Team              | 1           | 2          | 3           | 4          | 5           | 6          | 7           | 8          | 9       | 10      | 11      | 12      | 13      | 14      | 15      | 16      | 17      | 18      | 19      | 20      | 21      | 22      | Pos. | Punti |
| ---- | ----------------- | ----------- | ---------- | ----------- | ---------- | ----------- | ---------- | ----------- | ---------- | ------- | ------- | ------- | ------- | ------- | ------- | ------- | ------- | ------- | ------- | ------- | ------- | ------- | ------- | ---- | ----- |
| 2014 | Hilmer Motorsport | BHR FEA Rit | BHR SPR 20 | ESP FEA Rit | ESP SPR 17 | MON FEA Rit | MON SPR 21 | AUT FEA Rit | AUT SPR 19 | GBR FEA | GBR SPR | GER FEA | GER SPR | HUN FEA | HUN SPR | BEL FEA | BEL SPR | ITA FEA | ITA SPR | RUS FEA | RUS SPR | ABU FEA | ABU SPR | 28º  | 0     |